# Secrétariat général à la Planification écologique

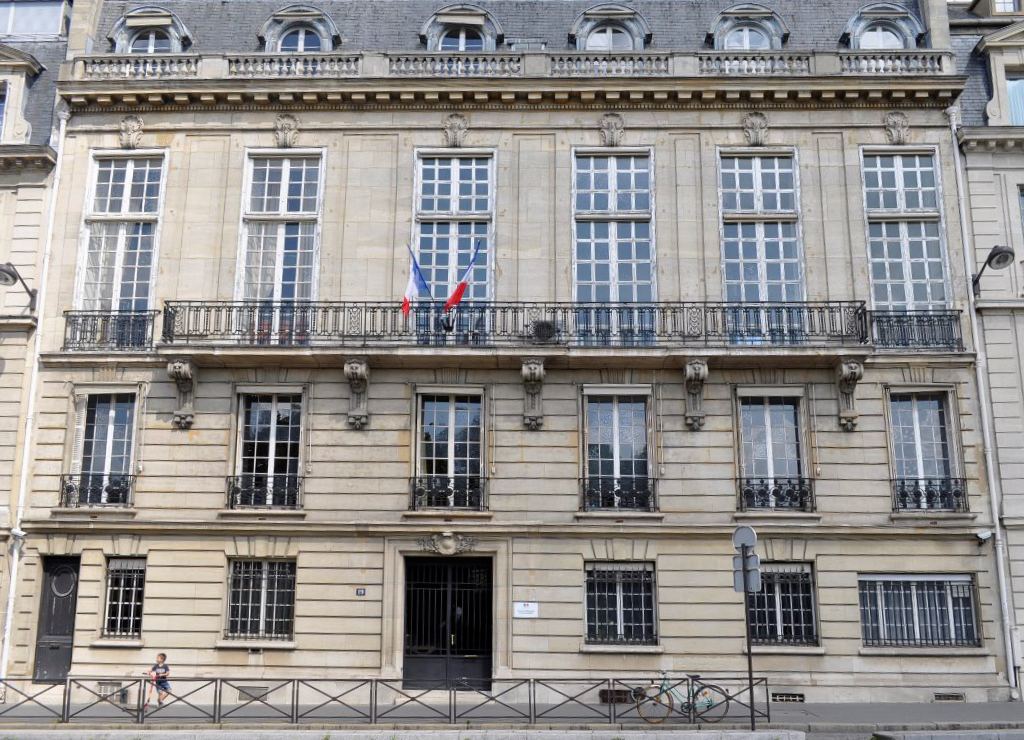
Siège du Haut-commissaire au plan et du secrétariat général à la Planification écologique.

Le  secrétariat général à la Planification écologique est un organisme interministériel placé sous l'autorité du Premier ministre français. 
Il est créé le 7 juillet 2022 après constitution du gouvernement d'Élisabeth Borne. 
Cinq autres secrétaires généraux interministériels existent : le secrétariat général du Gouvernement, le secrétariat général de la Défense et de la Sécurité nationale, le secrétariat général de la Mer, le secrétariat général des Affaires européennes et le secrétariat général pour l'Investissement.
Le secrétaire général et une quinzaine de collaborateurs sont installés 19 rue de Constantine.

## Attributions
Le secrétariat général à la Planification écologique exerce, sous l'autorité du Premier ministre, les attributions suivantes :
- il coordonne l'élaboration des stratégies nationales en matière de climat, d'énergie, de biodiversité et d'économie circulaire, en s'assurant du respect des engagements européens et internationaux de la France. Il veille en particulier à la soutenabilité de ces stratégies et à leur différenciation, afin de s'adapter aux particularités de chaque territoire et d'intégrer les enjeux économiques et sociaux ;
- il veille à la mise en œuvre de ces stratégies par l'ensemble des ministères concernés et à leur déclinaison en plans d'actions ;
- il veille à l'évaluation régulière des politiques menées au titre de ces stratégies et des plans d'action et à la publication d'indicateurs pour en rendre compte ;
- il veille à la cohérence de l'ensemble des politiques publiques avec les stratégies mentionnées précédemment ;
- il prépare et coordonne les saisines et les réponses du Gouvernement aux avis du Haut Conseil pour le climat[2].

## Secrétaires généraux
| Identité         | Période         | Période      |
| Identité         | Début           | Fin          |
| ---------------- | --------------- | ------------ |
| Antoine Pellion, | 13 juillet 2022 | 31 mars 2025 |